# Sandro Gaúcho
Sandro Rogério Formoso Pires, mais conhecido como Sandro Gaúcho (Bagé, 27 de junho de 1968), é um treinador e ex-futebolista brasileiro que atuava como atacante.
Sandro Gaúcho é considerado um dos maiores ídolos do Esporte Clube Santo André, onde marcou 58 gols em suas três passagens, que foram em 2001, 2004 a 2005 e 2006 a 2007 onde se aposentou.

## Carreira

### Jogador
Começou a carreira nas categorias de base do Internacional. Sem espaço, foi emprestado para outras equipes, entre eles o Juventude, onde se destacou e marcou vários gols, chamando a atenção do Mogi Mirim, para onde se transferiu em 1992.
Pelo Ypiranga, em 1996, foi o artilheiro do Campeonato Gaúcho, com 12 gols.
Em julho de 1998, a Ponte Preta contratou ontem o atacante junto ao Mogi Mirim por empréstimo até o final do Campeonato Brasileiro.
Em 2001, fez sua primeira passagem pelo Santo André, quando levou o time ao acesso à primeira divisão no Paulista. Foi um dos responsáveis do acesso, quando sofreu o pênalti na última rodada, no último minuto contra o Ituano.
Ainda em 2001, integrou o elenco do São Caetano, vice-campeão brasileiro.
Em 2003, atuou pelo América-RN.
Teve grande importância na conquista da inédita Copa do Brasil em 2004 pelo Santo André, onde foi o autor de um dos gols da grande final, disputada contra o Flamengo em pleno Maracanã.

### Treinador
Sandro Gaúcho foi auxiliar técnico de Fahel Junior na conquista do Campeonato Paulista - Série A2 em 2008 pelo Santo André.
Em 2008, comandou o time B do Santo André que disputou a Copa Paulista de Futebol, sendo eliminado nas semifinais.
Em 2009, foi treinador da equipe do Palestra de São Bernardo, no qual disputou o Campeonato Paulista - Série B, onde foi eliminado somente na 4ª fase do torneio, tendo em geral uma boa participação.
No ano de 2010 o Santo André firma uma parceria do mesmo formato da anterior, agora com o Poços de Caldas Futebol Clube, e Sandro Gaúcho juntamente com time B do Ramalhão disputou o Campeonato Mineiro - Módulo II, onde o time foi eliminado por apenas 1 ponto de diferença, do Guarani MG, campeão do torneio.
Após nova parceria do Santo André, comandou o Patrocinense, no Campeonato Mineiro da Segunda Divisão.
Em 2011, dirigiu o Santo André na Copa São Paulo de Futebol Júnior e posteriormente foi auxiliar e substituiu Pintado no comando técnico da equipe principal para a disputa do Campeonato Paulista. Não conseguiu evitar o rebaixamento da equipe e após sofrer a segunda derrota nas duas partidas que disputou na Série C do Campeonato Brasileiro, foi demitido em julho de 2011.
Na temporada 2012 dirigiu o Patrocinense.
Em 2013, assumiu como auxiliar técnico do Guaratinguetá no Campeonato Paulista Série A-2 e Série B do Campeonato Brasileiro de 2013.
Em novembro de 2014, junto do ex-goleiro Silvio Luiz, fez parte da comissão técnica do treinador Fahel Júnior no Rio Branco-SP.
Em 2017, Sandro partiu para um novo projeto, agora um projeto internacional. Atualmente vem trabalhado como Coach/Staff esportivo no time InterUnited Academy, um time amador estadunidense localizado na região de Orlando/Flórida.

## Vida pessoal

### Vida com Deus
Em 2017, Sandro Gaúcho e sua esposa Liliane foram consagrados Pastores, pela igreja evangélica Plenitude Cristã, situada na cidade de Santo André-SP, onde congregavam há vários anos juntamente com seus familiares.

### Trabalhos sociais
Sandro Gaúcho sempre encabeçou diversos trabalhos e ações sociais após sua aposentadoria como jogador, principalmente o projeto chamado Gol da Conquista. Também auxilia diversas outras escolinhas de futebol espalhadas pelo grande ABC. Trabalha também como palestrante motivacional para jovens em escolas e igrejas.

### Política
Em 2016, foi candidato a vereador em Santo André, mas não se elegeu.

## Títulos

### Jogador
Sport
- Campeonato Pernambucano: 2000

Paysandu
- Campeonato Paraense: 2002

América-RN
- Campeonato Potiguar: 2003

Santo André
- Copa do Brasil: 2004